# 九歌
《九歌》是中国古代一部诗集，收录于《楚辞》。其中诗歌原为楚国民间祭神时演唱和表演用，屈原在其基础之上再行创作，形成一组带有“巫风”迎神、颂神、娱神、送神色彩的祭歌。
《九歌》相傳是夏代樂歌，屈原根据所祭祀神灵不同，共寫有十一篇，除《礼魂》为送神曲外，其余十篇每篇都主祭一神，《东皇太一》、《云中君》、《大司命》、《少司命》、《东君》五篇，是祭祀天神的；《河伯》、《山鬼》、《湘君》、《湘夫人》四篇是祭祀地祇的；《国殇》一篇，则是祭祀人鬼的。
馬承驌歸納《九歌》之作有五說，宗教歌舞、屈原自祭之辭、記事之賦、漢甘泉壽宮歌詩。

## 外部連結
- 维基文库中的相關文獻：九歌